# أرقطيون وبري

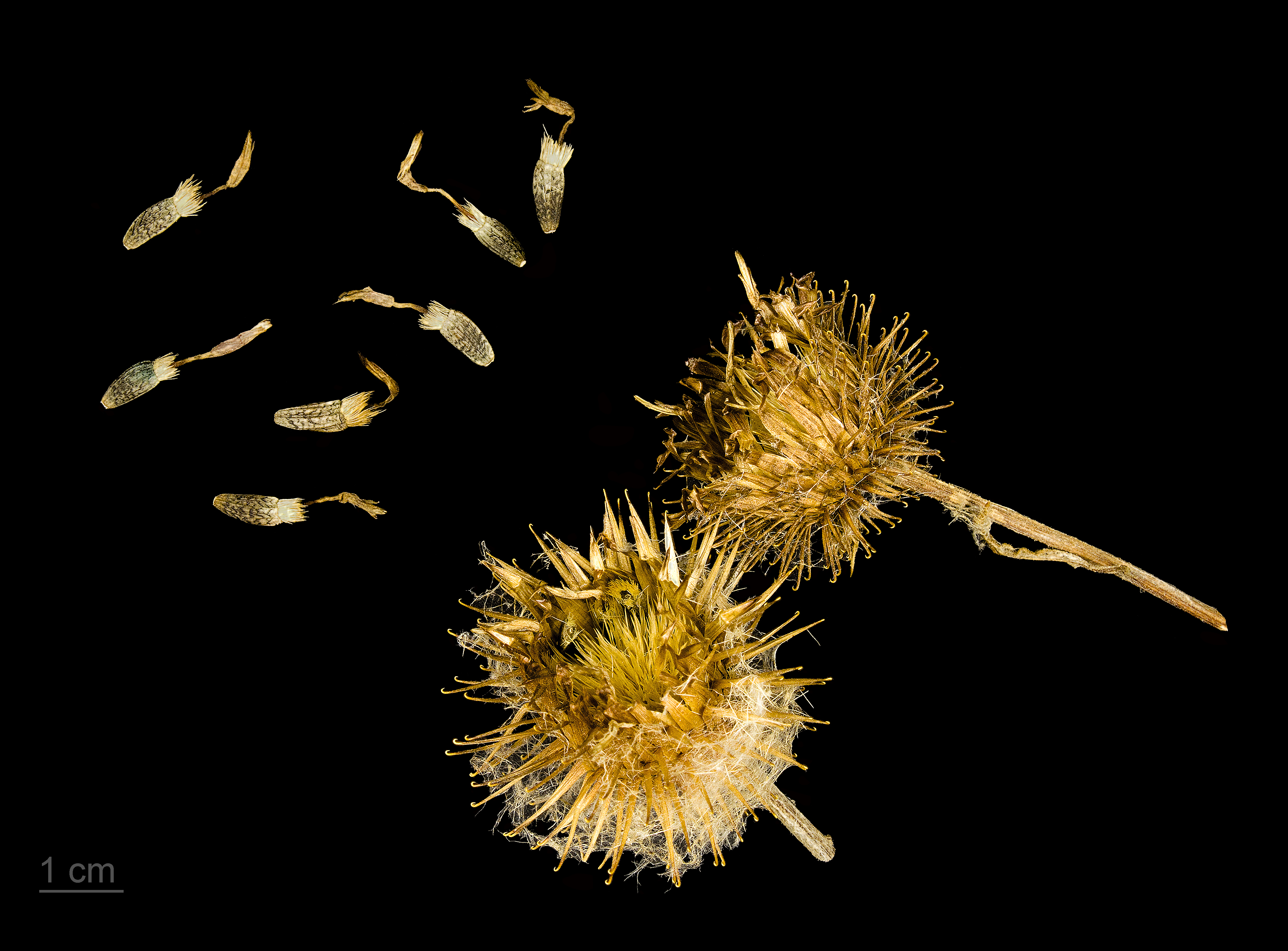
أرقطيون وبري

أرقطيون وبري أو أرقطيون أو عمي خذني معك أو قرطب زغبي (الاسم العلمي: Arctium tomentosum) هي نوع نباتي يتبع جنس الأرقطيون من فصيلة النجمية.